# Hyposmocoma corvina
Hyposmocoma corvina là một loài bướm đêm thuộc họ Cosmopterigidae. Nó là loài đặc hữu của Maui. Loài địa phương ở Haleakala.
Ấu trùng ăn Acacia koa, và probably feed on lichens on the bark.